# Caso Odebrecht en Colombia
El Caso Odebrecht en Colombia se refiere al escándalo de corrupción política desatado en Colombia a raíz del caso internacional investigado por la justicia de Estados Unidos por la entrega de sobornos millonarios a políticos, empresarios y exfuncionarios por parte de la multinacional brasilera, Odebrecht.
En Colombia las dos grandes obras de Odebretcht de donde se desprenden las principales investigaciones fueron la concesión vial La Ruta del Sol II, y Navelena, contrato para la navegabilidad del río Magdalena. En dichas obras varios funcionarios públicos así como el grupo económico Aval, se vieron involucrados en sobornos para favorecer la adjudicacion de las obras a la empresa brasilera.
Los sobornos también llegaron a permear las campañas presidenciales de 2014, existen pruebas de ingresos de dineros tanto en la campaña del entonces electo presidente Juan Manuel Santos como en la de su rival Óscar Iván Zuluaga. Sin embargo se ha criticado los lentos y pocos resultados presentados por los investigadores en comparación de lo sucedido en otros países.
Otros implicados incluyen; los excongresistas Bernardo Elías y Otto Bula, también exfuncionarios como Daniel García Arizabaleta director de Invías durante el gobierno Uribe y Gabriel García Morales, viceministro de transporte del gobierno Santos. Igualmente el exfiscal Néstor Humberto Martínez, quien ha tenido que dar explicaciones de los extraños sucesos que rodearon la muerte del testigo Jorge Enrique Pizano y de su hijo por ingesta de cianuro.
El Caso Odebrecht es considerado uno de los casos de corrupción más grandes en la historia reciente de América Latina, abarcando más de 30 años. Está basado en una investigación del Departamento de Justicia de los Estados Unidos, junto con 10 países más de América Latina, a la constructora brasileña Odebrecht. En las investigaciones se ha detallado como Odebrecht habría realizado coimas de dinero y sobornos, a presidentes, expresidentes y funcionarios del gobierno de 12 países, incluido Colombia.

## Primeras pesquisas
El documento de las autoridades judiciales estadounidenses sostiene que en un periodo comprendido aproximadamente entre 2009 y 2014, Odebrecht efectuó e hizo que se efectuaran pagos por alrededor de 11 millones de dólares estadounidenses para asegurar contratos de obras públicas. La empresa obtuvo beneficios de más de 50 millones de dólares como resultado de esos pagos corruptos. La compañía constructora tiene presencia en Colombia desde el año 1991, entre el año 2009 y 2017, realizó pagos corruptos para asegurar contratos de obras públicas.

### Ruta del Sol II y Navelena
En este periodo aparecen dos obras de alta ingeniería, la llamada Ruta del Sol II, adjudicada en diciembre de 2009 por el transformado Instituto Nacional de Concesiones (Inco), y el contrato para la navegabilidad del río Magdalena, entregado en agosto de 2014 al consorcio Navelena, que controlaba Odebrecht.
La justicia colombiana enfocó sus primeras acciones en establecer qué negocios tuvo en el país Odebrecht S.A. durante los 15 años señalados en Estados Unidos. El entonces fiscal general de la nación Néstor Humberto Martínez hizo contacto con el Departamento de Justicia de Estados Unidos para concertar la forma de compartir la información recabada por la corte de Nueva York. El fiscal fue criticado y se pidió su renuncia debido a que descartó sin mayor investigación que Navelena fuera parte del entramado de corrupción pero se supo que Martínez y su firma de abogados habían ayudado a estructurar el proyecto. Igualmente Martínez fue asesor de Corficolombiana, filial del Grupo Aval, dueña del 33% de la concesión vial Ruta del Sol.
El 6 de agosto de 2019, un Tribunal Arbitral integrado por los árbitros Jorge Enrique Ibáñez Najar Catalina Hoyos Jiménez y Carlos Mauricio González, expidieron un laudo en el que denunciaron las múltiples irregularidades que habían encontrado en la Concesionaria Ruta del sol (filial de Odebrecht en Colombia) y encontraron que ni siquiera el Grupo Aval, socio de Odebrecht en Colombia y uno de los grupos económicos más grandes del país, había impedido el tramado de corrupción que fue descubierto por la justicia norteamericana. Los árbitros, en un laudo sin precedentes, determinaron que la corrupción no podía dar derechos a Odebrecht, sus socios y los bancos que financiaron el proyecto, y negaron las cuantiosas sumas que pretendían ser exigidas por la multinacional brasilera, en la que se detalla que la misma habría realizado coimas de dinero y sobornos, a funcionarios públicos del gobierno de varios países para obtener beneficios en contrataciones públicas en misiones de recaudo de información.

Ante el escándalo desatado por los anuncios de la justicia norteamericana, la Presidencia anunció que entró en contacto con la justicia norteamericana y que habría plena colaboración en todo lo que se requiera. En sus primeras declaraciones, el secretario de Transparencia, Camilo Enciso, manifestó que su dependencia le ayudará a la justicia a identificar cuál fue el funcionario que recibió US$6,5 millones en sobornos entre 2009 y 2010. Odebrecht tenía una División de Operaciones Estructuradas, manejada por una compañía de papel constituida en las Islas Vírgenes Británicas, a través de la cual transfería dineros para concretar los sobornos.[cita requerida]

## Sanciones a Odebrecht en Colombia

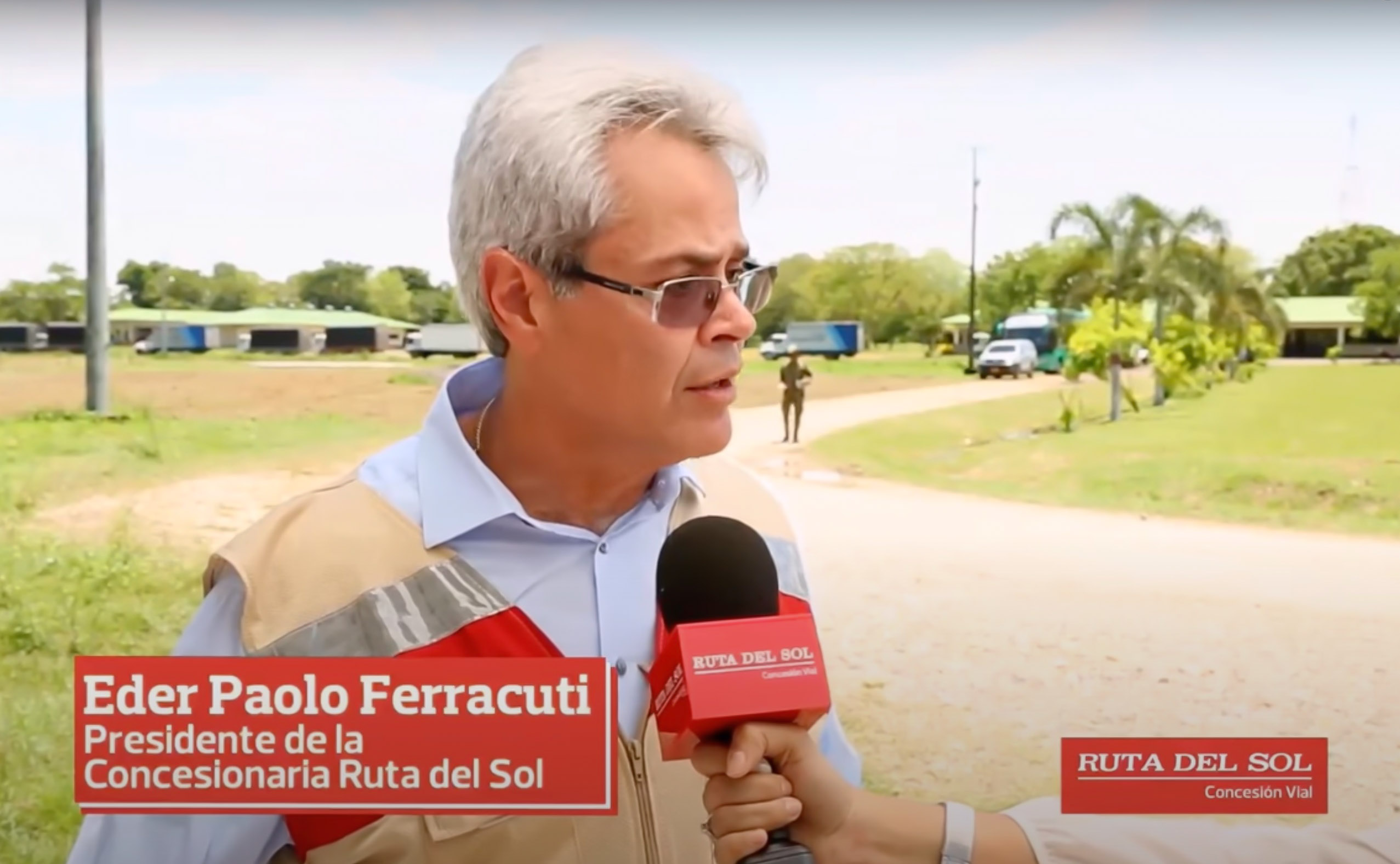
Eder Paolo Ferracuti, funcionario brasilero sancionado por la procuraduría colombiana en diciembre de 2022.

La constructora fue expulsada del gremio por la Cámara Colombiana de Infraestructura el 16 de enero de 2017.
El 13 de diciembre del 2018, el Tribunal Administrativo de Cundinamarca acoge petición de la Procuraduría General de la Nación (Colombia) y ordena una indemnización de más de $800.000 millones (US$260 millones)e inhabilitada por 10 años para celebrar contratos con entidades oficiales por corrupción de Odebrecht en Colombia.
El 10 de diciembre de 2022 la procuraduría dio a conocer una sanción impuesta contra de Eder Paolo Ferracuti, quien fuera presidente del concesionario Ruta del Sol y quien durante los años 2014 y 2015 suscribió de manera irregular varios contratos con la empresa Consultroes Unidos S.A. Hacia la misma fecha, diciembre de 2022, se conoció que se le imputaron cargos al fiscal Daniel Hernández por no haber dado trámite a 7 órdenes de captura incluida la de Ferracuti y otros funcionarios brasileros.

## Sanciones al Grupo Aval
El Grupo Aval se vio involucrado en el caso de corrupción de Odebrecht en Colombia, por medio de su empresa filial Corficolombiana. En agosto de 2023, Aval aceptó ante las autoridades judiciales de Estados Unidos su responsabilidad por violar la «Ley de Prácticas Corruptas en el Extranjero», debido al pago de sobornos a funcionarios públicos para obtener beneficios por la obra Ruta del Sol II, a cambio se comprometió a pagar 80 millones de dólares de multa y poder dar así por terminado el caso penal y administrativo por corrupción en contra del grupo económico. José Elías Melo, gerente de Corficolombiana, fue condenado a pagar 11 años de cárcel.

## Implicados e investigaciones

### Gabriel García Morales
El exviceministro de Transporte Gabriel García Morales fue detenido por este caso, y quien recibió los USD$6.5 millones, es, a quien la Fiscalía le imputó los cargos de enriquecimiento ilícito, cohecho e interés indebido en la celebración de contratos, al favorecer a Odebrecht como adjudicataria del contrato de la Ruta del Sol Tramo 2, descartando a los demás competidores.
Gabriel García Morales, ex viceministro de Transporte durante uno de los Gobiernos de Álvaro Uribe (2002-2010), fue arrestado por cargos de recibir sobornos de Odebrecht para favorecerla en la concesión para la construcción de una carretera.

### Bernardo Elías

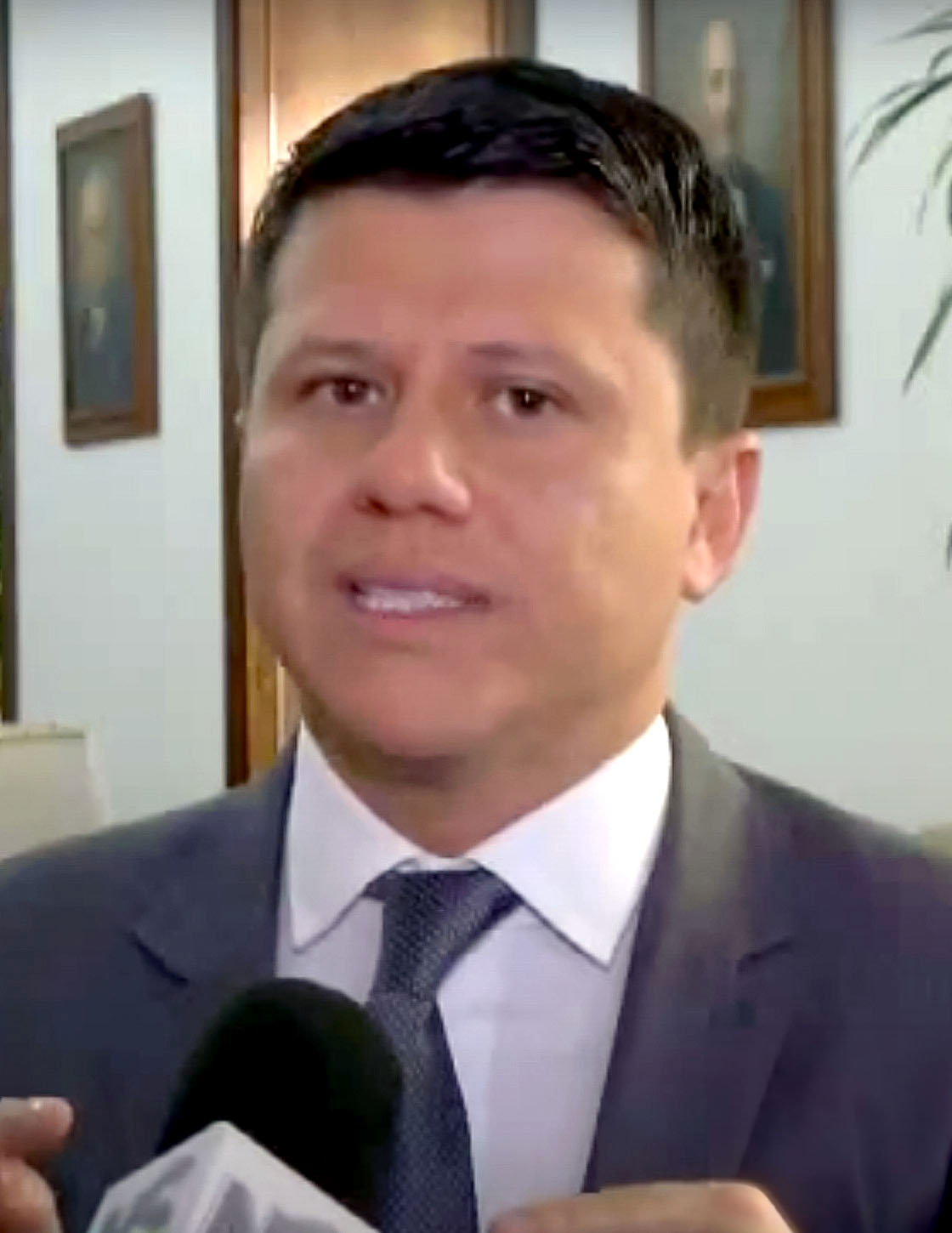
Bernardo Elías, condenado por recibir sobornos de Odebrecht.

El congresista Bernardo «El Ñoño» Elías del Partido de la U, fue condenado por cohecho y tráfico de influencias.
Según concluyó el juez del caso, Bernardo Elías cometió el delito de cohecho propio, al recibir cerca de $1.600 millones de Odebretcht entre 2012 y 2014, aprovechado su posición como senador -que maneja temas presupuestales para lograr que se firmara la adición del contrato correspondiente al tramo Ocaña-Gamarra, de la Ruta del Sol II. Elías fue liberado en julio de 2023 por colaborar con la justicia, si bien la Procuraduría General lo destituyó e inhabilitó por 12 años para ejercer cargos públicos.

### Otto Bula
La segunda captura por este caso fue realizada el 14 de enero de 2017 en contra del exsenador colombiano Otto Nicolás Bula del Partido Liberal; según investigación de la Fiscalía, Bula fue contratado por la sucursal de Odebrecht en Colombia el 5 de agosto de 2013, con el fin de que el exsenador obtuviera el contrato para hacer la vía Ocaña-Gamarra, en favor de la Concesión Ruta del Sol S.A.S., del cual Odebrecht era parte. Para lograr que Odebrecht obtuviera este contrato, se habría materializado el segundo soborno de la firma en el país por valor de USD$4.6 millones, para que el proyecto no fuese sometido a una licitación como estipula la ley, sino que se realizara en forma directa a través de un convenio o acuerdo de voluntades, que se logró el 14 de marzo de 2014. La Fiscalía General de la Nación le imputó cargos al exsenador Bula por los delitos de cohecho por dar u ofrecer y enriquecimiento ilícito.
Bula, fue acusado de recibir una comisión de 4,6 millones por favorecer a Odebrecht en la concesión de una carretera. De igual manera, Bula ha declarado haber entregado una suma cercana a US$1 millón a un empresario de nombre Andrés Giraldo, quien sería el enlace entre él y el Jefe de Campaña de Santos Presidente 2014 (reelección): Roberto Prieto. Esto implicaría que el Gobierno del Nobel de Paz y el mismo Presidente tendrían algún grado de implicación en este gigantesco escándalo transnacional. Se investiga también la posible participación del consultor brasileño Duda Mendonça, detenido en el marco de la Operación Lava Jato, en la campaña de Óscar Iván Zuluaga. Según las investigaciones, Odebrecht habría pagado 1,6 millones a Mendoça para asesorar la campaña de Zuluaga, candidato de Álvaro Uribe.

### Néstor Humberto Martínez

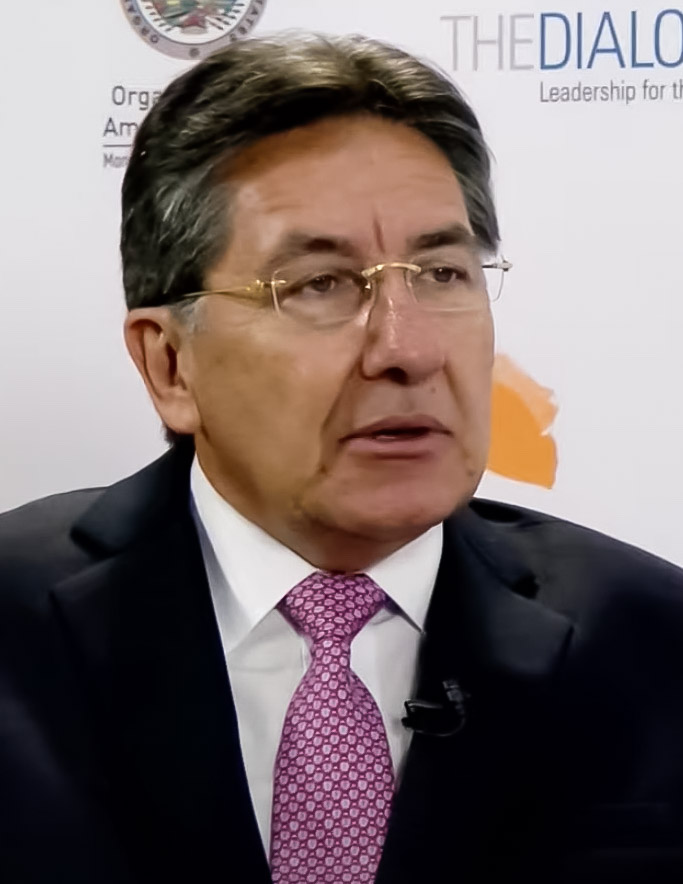
Nestor Humberto Martínez, fue fiscal general y asesor legal de Corficolombiana, filial del Grupo Aval, que era dueña del 33% de la concesión vial Ruta del Sol II.

El fiscal general de Colombia, entre 2016 y 2019, Néstor Humberto Martínez era abogado del Grupo Aval en la época en que tal entidad se asoció con el grupo Odebrecht para llegar a cabo el proyecto Ruta del Sol II en Colombia, en 2018, siendo aún Néstor Humberto fiscal general de la nación, una vez había estallado el escándalo internacional por corrupción del grupo brasileño, el medio de comunicación Noticias Uno reveló unos audios que le había entregado Jorge Enrique Pizano, quien fuera auditor del proyecto en tales audios consta como, desde 2013, Pizano le había comunicado a Martínez Neira su preocupación por las irregularidades que había encontrado en la contratación del proyecto, en uno de los audios Néstor Humberto dice, entre risas, que uno de los contratos "es una coima" y en otros apartes textualmente señala que se podría tratar de pagos a paramilitares. Frente a los hechos denunciados, una vez fallecido el auditor Pizano, en extrañas circunstancias, Néstor Humberto se pronunció señalando que los audios se dieron en un contexto de conversación "entre amigos" y que no había denunciado los hechos porque no le constaba que fueran ciertos.
En abril de 2022, aparecieron versiones de exfuncionarios de la fiscalía que señalan que el fiscal Martínez Neira intervino para evitar que el escándalo llevara a esclarecer quienes fueron los máximos responsables de tales hechos.

#### Muerte de Jorge Enrique Pizano
Jorge Enrique Pizano Callejas fue un ingeniero civil, egresado de la Pontificia Universidad Javeriana, quien estudió un grado de alta gerencia de la Universidad de los Andes (Colombia), fue Comptroller (auditor) del proyecto Ruta del Sol II y es reconocido por haber sido testigo clave dentro del Caso Odebrecht en Colombia, llegando a ser tildado por la prensa como "el hombre que sabía demasiado" y por haber muerto en extrañas circunstancias, después de su muerte se destaparon audios que había recaudado donde se evidenciaba el conocimiento del entonces fiscal general de Colombia Néstor Humberto Martínez sobre aparentes coimas pagadas por Grupo Aval, socio de Odebrecht dentro del proyecto Ruta del Sol II.
Pizano falleció el 8 de noviembre de 2018, en principio se divulgó que su muerte habría sido por causas naturales, dado que este venía sufriendo de Cáncer, el escándalo comenzó cuando su hijo falleció tres días después, luego de ingerir el contenido de una botella que estaba en la oficina de su padre, puesto que tal embace estaba envenenado con cianuro; inmediatamente empezó a especularse sobre la posibilidad de que su muerte hubiera sido un homicidio que buscaba evitar que su testimonio salpicara a las altas esferas del poder en Colombia, la noticia llegó a acaparar los titulares de los principales medios de comunicación del país.
Frente a los cuestionamientos de la opinión pública sobre el posible envenenamiento a Jorge Pizano, cuyo cuerpo fue cremado poco después de su muerte, el director de Medicina legal de Colombia de entonces, Carlos Eduardo Valdés Moreno, manifestó que en los análisis forenses no se habían hallado trazas de Cianuro en el cuerpo de Pizano padre, motivó por el cual se descartaba que este hubiera sido envenenado, inmediatamente, voceros del sindicato del instituto de medicina legal de Colombia salieron a contradecir las versiones del director Valdés, arguyendo que dentro de los análisis realizados al cuerpo de Pizano no hay ninguna prueba validada que demuestre o que pueda detectar cianuro, por lo que no podían descartar el envenenamiento como causa de muerte. Pocos días después de las declaraciones del sindicato, Carlos Valdés, quien llevaba ocho años como director del instituto de medicina legal, reconoció su error de haber asegurado que los exámenes descartaban el envenenamiento por cianuro y presentó su renuncia al cargo, alegando querer preservar la confianza de la gente en sus instituciones.
Meses después, la fiscalía general la nación a cargo de Martínez, archivó la investigación por la muerte de Alejandro Pizano Ponce, hijo de Jorge Enrique Pizano, alegando que se podía concluir que Jorge Pizano había decidido acabar con su vida, agobiado por la presión que sentía por el caso Odebrecht, y que había usado cianuro para quitarse la vida, dejando la botella con el veneno en su oficina que después consumió su hijo, calificando entonces de accidental la muerte de este, el fiscal Martínez, quien había sido acusado directamente por Pizano, manifestó que "Pizano quería suicidarse" y aportó pruebas consistentes en unos vídeos donde se ve a Pizano comprando las botellas de agua saborizada que habrían sido usadas para consumir el veneno. Versión que ha generado numerosas suspicacias en la opinión pública colombiana e internacional.
En 2018, siendo Néstor Humberto fiscal general de la nación, una vez había estallado el escándalo internacional por corrupción del grupo brasileño, el medio de comunicación Noticias Uno reveló unos audios que le había entregado Pizano, quien había grabado sus conversaciones con Martínez mientras era auditor del proyecto Ruta del Sol II, en tales audios consta como, desde 2013, Pizano le había comunicado a Martínez Neira su preocupación por las irregularidades que había encontrado en la contratación del proyecto, en uno de los audios Néstor Humberto dice, entre risas, que uno de los contratos "es una coima" y en otros apartes textualmente señala que se podría tratar de pagos a Paramilitarismo en Colombia

### Campaña presidencial de Óscar Iván Zuluaga
Zuluaga es investigado por el ingreso de dineros de la multinacional a su campaña presidencial de 2014. En mayo de 2023 Daniel García Arizabaleta presentó ante la justicia dos audios donde Zuluaga admitía conocer sobre la entrada de dichos dineros a su campaña.
El aspirante al senado Daniel García Arizabaleta y exdirector de Invías del gobierno de Álvaro Uribe, trabajó para Odebrecht, según las investigaciones Arizabalete habría sido el enlace entre Zuluaga y la compañía brasilera. Al conocerse el caso el partido le pidió la renuncia a Arizabaleta quien según sus palabras lo vio como una traición y por esa razón decidió conservar y presentar los audios presentados a la Fiscalía en 2023.
En febrero de 2017, el diario El Tiempo reveló información asegurando que el entonces senador y más tarde presidente Iván Duque habría sido testigo de una reunión que hubo entre el candidato Zuluaga y el publicista Duda Mendonça en la ciudad de São Paulo, y quien fue uno de los enlaces de los sobornos dentro del escándalo.
En junio de 2023 la Fiscalía anunció que imputará cargos a Zuluaga acusándolo de recibir y no reportar 1'610.000 dólares de parte de Odebrecht.

### Campaña presidencial de Juan Manuel Santos

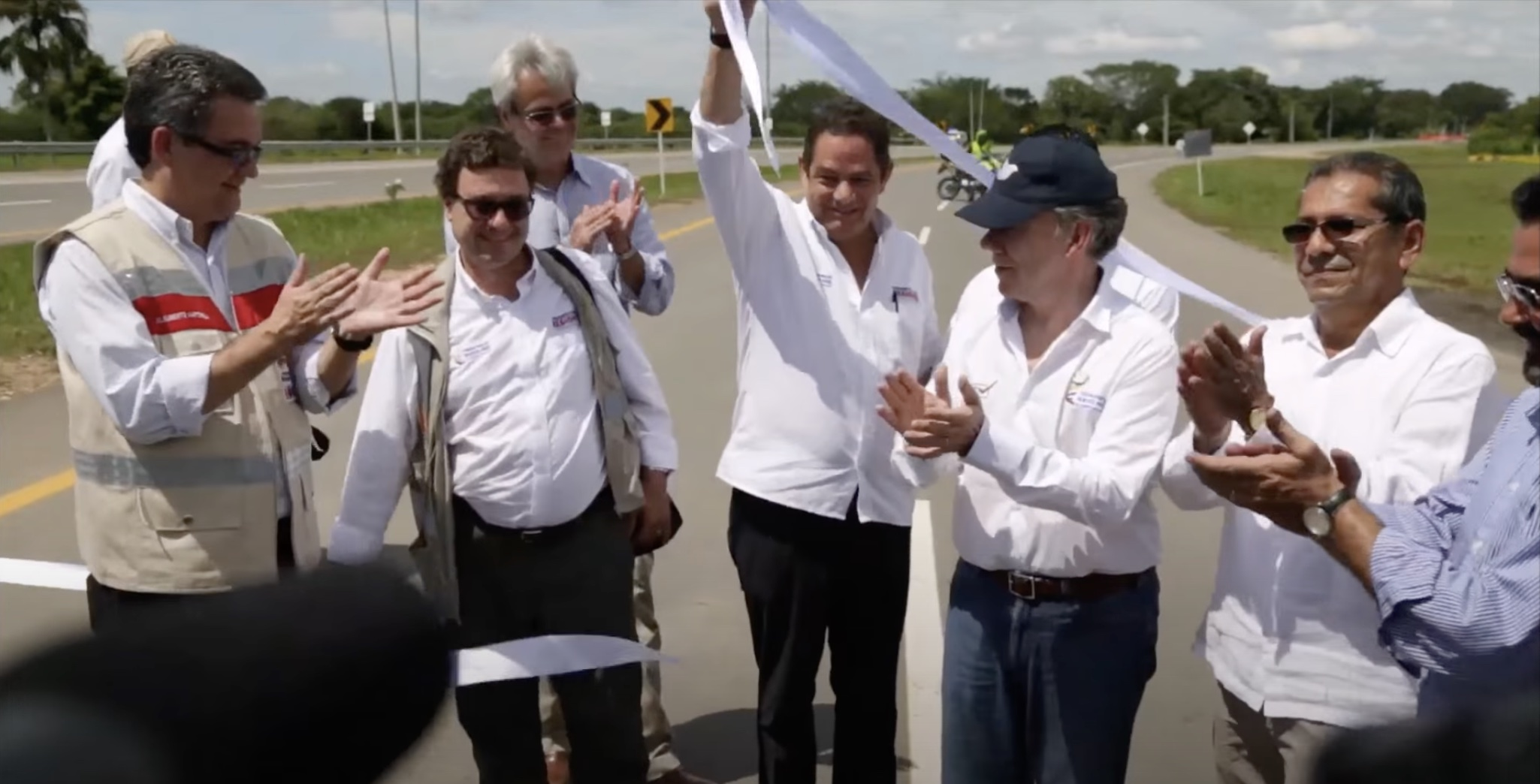
Presidente Santos y vicepresidente Vargas durante la inauguración de un tramo de Ruta del Sol II.

Roberto Prieto, gerente de la campaña de Santos en 2014, admitió la entrada de dineros ilícitos a la campaña, al conocerse la noticia el entonces presidente Juan Manuel Santos realizó una alocución televisada donde negó cualquier autorización o conocimiento de dichos hechos, y en la que pronunció una frase que se volvería fuente de comentarios, titulares y burlas: «me acabo de enterar».
Otros funcionarios que resultaron implicados en el gobierno Santos fueron el director de la Agencia Nacional de Infraestructura (ANI), Luis Fernando Andrade, quien ha negado los hechos y está refugiado en Estados Unidos asegurando que la Fiscalía ha creado una campaña de amedrentamiento y persecución en su contra.
En junio de 2023 la fiscalía anunció imputación de cargos contra la exministra  de transporte del gobierno Santos, Cecilia Álvarez Correa. por el delito de interés indebido en la celebración de contratos por presuntamente favorecer a Odebrecht en una adición en el contrato de La Ruta del Sol en el tramo Ocaña - Gamarra.